# Vechelde
Vechelde è un comune di 18 158 abitanti, della Bassa Sassonia, in Germania.
Appartiene al circondario (Landkreis) di Peine (targa PE).

## Storia
Vechelde viene menzionata in un documento ufficiale nel 973 con il nome di Fehtlon, nel 1145 con il nome di Vechtla e nel 1250 con il nome di Vechtelde.

## Cultura

### Galleria d'immagini

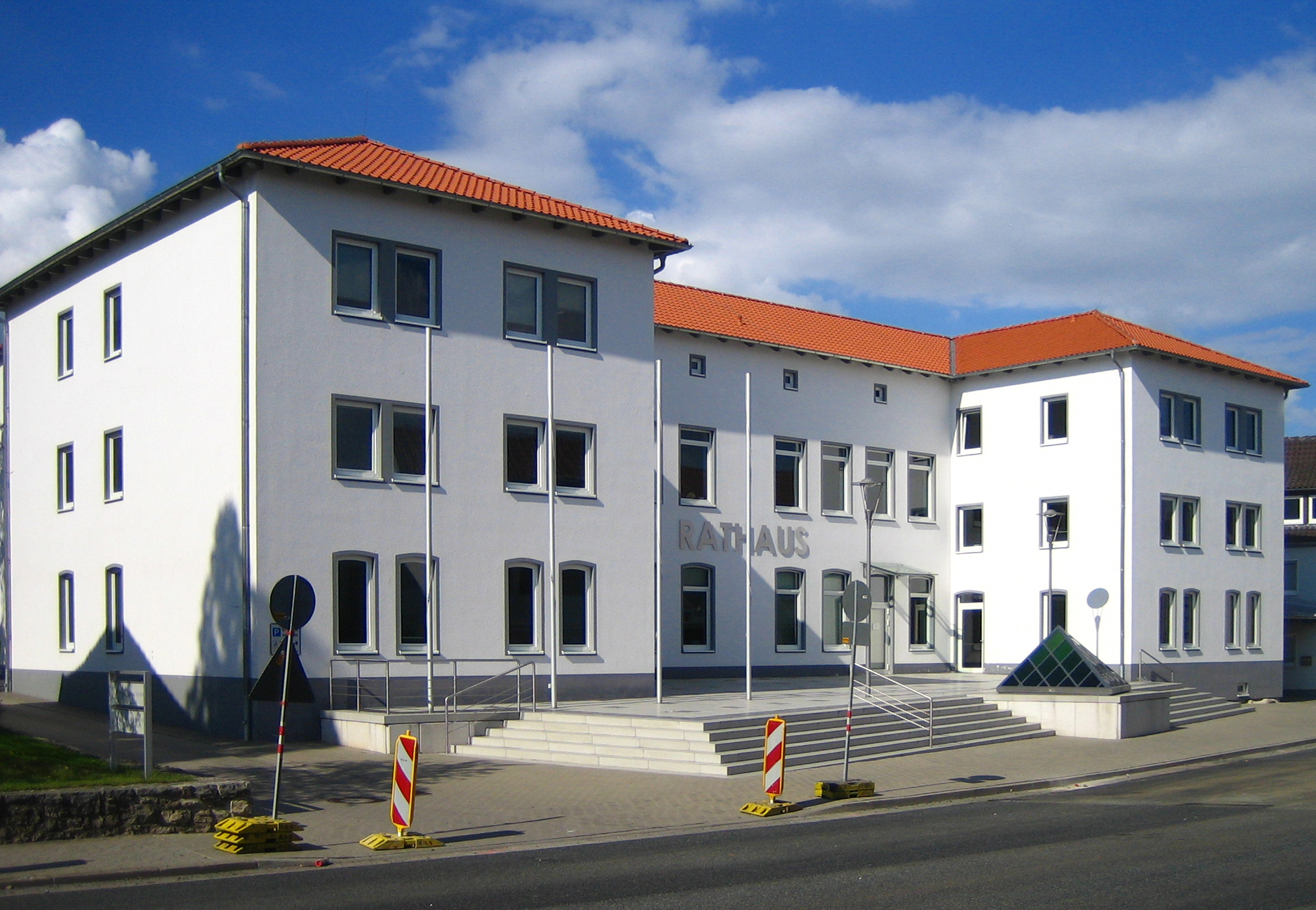
Municipio
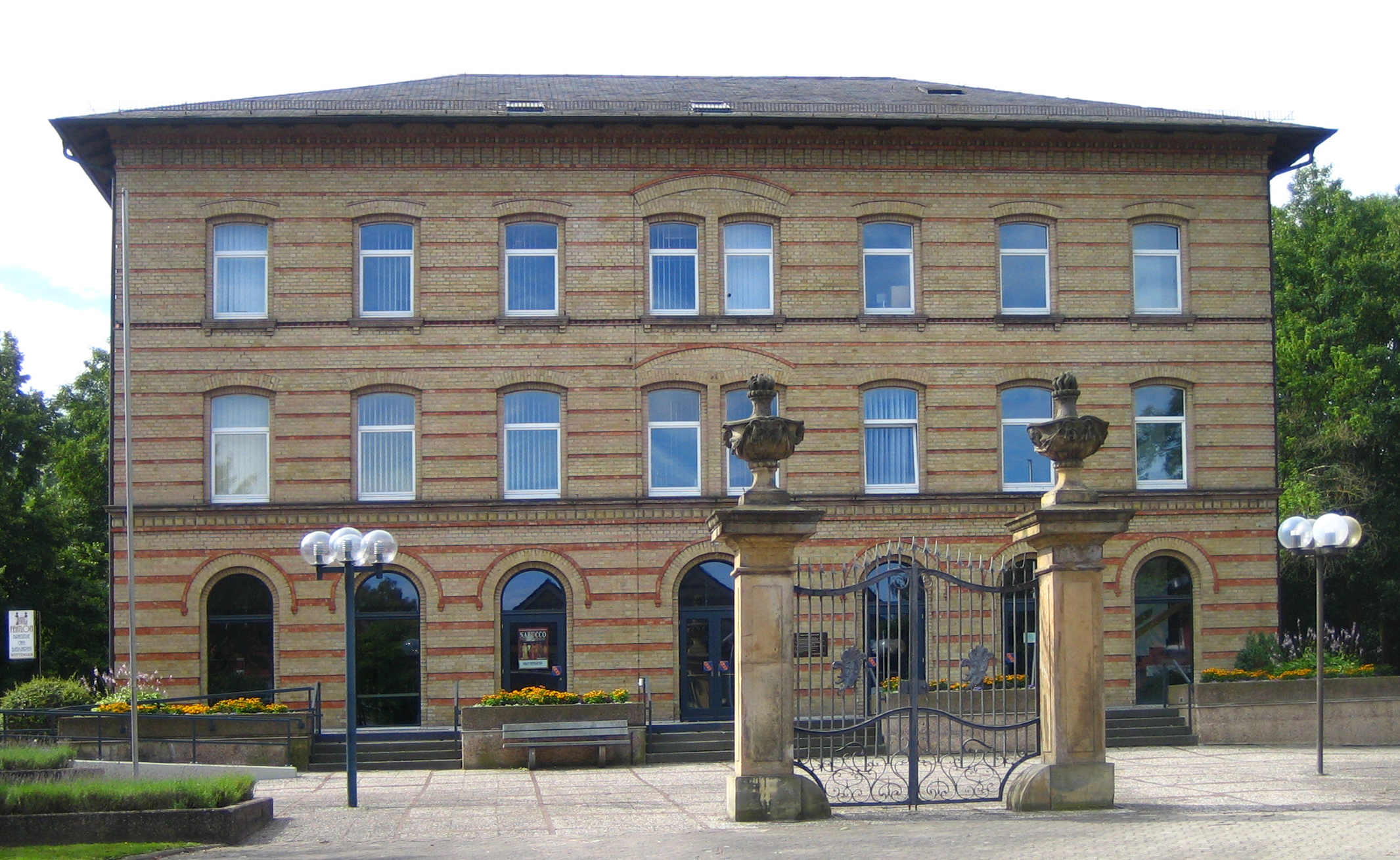
Centro culturale
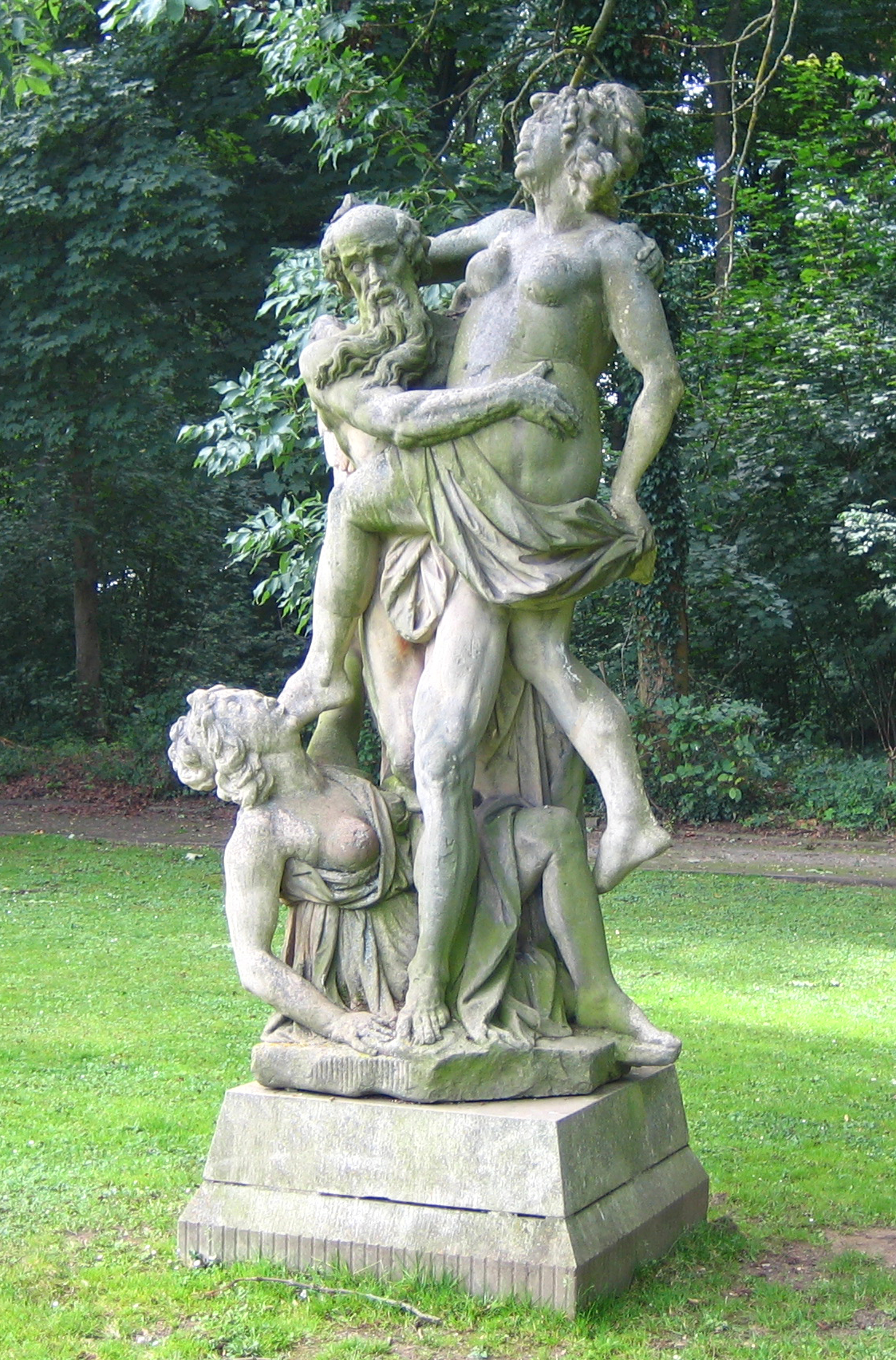
Il Ratto di Persefone

## Geografia antropica

### Suddivisioni amministrative
Il 1º marzo 1974 ha incorporato i territori di alcuni comuni soppressi appartenenti al dissolto circondario di Braunschweig, che costituiscono le sue frazioni (Ortschaften ed Ortsteile): Alvesse, Bettmar, Bodenstedt, Denstorf, Fürstenau, Groß Gleidingen, Klein Gleidingen, Köchingen, Liedingen, Sierße, Sonnenberg, Vallstedt, Vechelade, Wahle, Wedtlenstedt e Wierthe.